# Lista de singles número um na Billboard Hot 100 em 2017
A seguir se segue a lista dos singles que alcançaram a primeira posição da Billboard Hot 100 em 2017. A Hot 100 é uma tabela musical norte-americana publicada semanalmente pela revista Billboard. Os dados usados para cada publicação são recolhidos pelos serviços Nielsen SoundScan com base em vendas físicas e digitais de cada canção, e ainda popularidade nas principais estações de rádio do país, streaming nos serviços online e número de transmissões do respectivo vídeo musical no YouTube. Em 2017, onze canções alcançaram o topo da tabela musical pela primeira vez. Um décimo segundo, "Black Beatles", de Rae Sremmurd com participação de Gucci Mane, iniciou a sua corrida no topo em 2016 e foi, portanto, excluído.

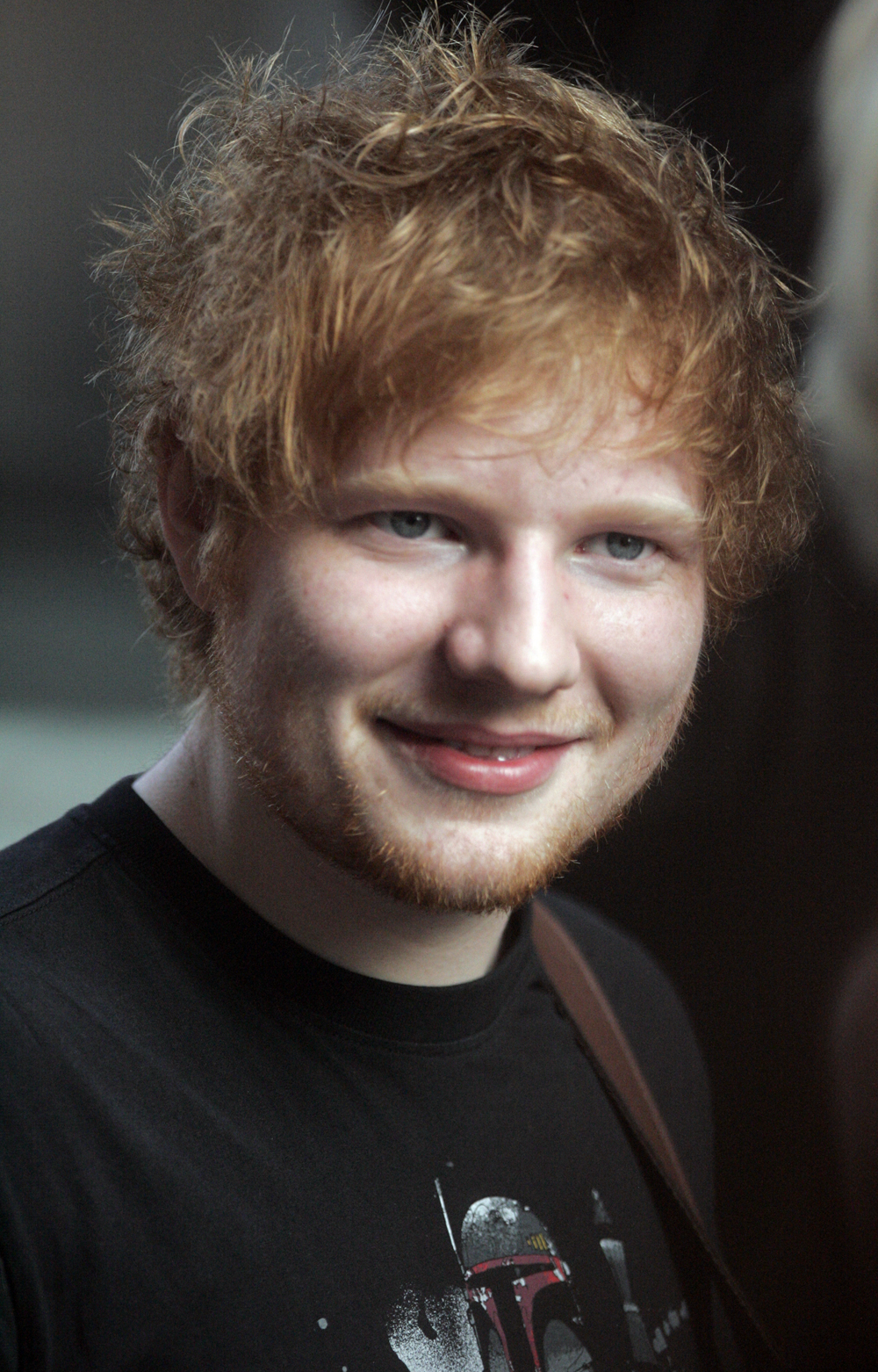
"Shape of You" rendeu ao britânico Ed Sheeran o seu primeiro número um na tabela, tendo sido também o single com o melhor desempenho do ano. Ademais, ele foi um de dois artistas não-americanos a liderar a tabela em 2017.

Doze artistas conseguiram posicionar um tema na primeira posição da Hot 100 pela primeira vez, quer como artistas principais ou convidados. Eles são: a dupla Daft Punk, o grupo Migos, Lil Uzi Vert, o britânico Ed Sheeran, DJ Khaled, Quavo, Chance the Rapper, Luis Fonsi, Daddy Yankee, Cardi B, Post Malone, e 21 Savage. "Humble." foi o primeiro número um de Lamar no qual é creditado como artista principal. Das onze canções que lideraram a tabela, seis delas foram colaborações. "Starboy", de The Weeknd com participação de Daft Punk, foi a primeira colaboração a atingir o topo no ano, tornando-se no primeiro número um dos Daft Punk, cuja primeira entrada na Hot 100 ocorreu em 1997. "Bad and Boujee" foi o primeiro número um de ambos Migos e Lil Uzi Vert, tendo sido removido do topo por duas vezes por "Shape of You" de Sheeran que, por sua vez, liderou a tabela por doze semanas não-consecutivas, o quinto tempo de permanência mais longo no topo. Além disso, este foi o vigésimo sétimo tema a estrear no número um da tabela e o com o melhor desempenho do ano. Sheeran foi um de dois artistas não-americanos a liderar a tabela em 2017. Outra estreia no número um em 2017 foi de "I'm the One", de DJ Khaled com participação de Justin Bieber, Quavo, Chance the Rapper e Lil Wayne, rendendo a este último o seu primeiro número um desde 2009. Além disso, "I'm the One" foi a primeira canção de hip hop a alcançar a primeira posição da tabela desde "Not Afraid" (2010) de Eminem.
Quando "Despacito" alcançou o primeiro posto, Bieber tornou-se no terceiro artista de sempre a conseguir se substituir no topo da tabela por mais de uma vez, após Usher em 2004 e T.I. em 2008. Além disso, este foi o sétimo tema com letras não em inglês a alcançar o primeiro posto da Hot 100 e o primeiro desde 1996. As suas dezasseis semanas consecutivas no topo empataram-no com "One Sweet Day" (1995) de Mariah Carey e Boyz II Men como as canções com o tempo de permanência mais longo no número um. No fim-do-ano, foi revelado que "Despacito" foi o tema mais vendido e com a maior quantidade de streams do ano. Com dezassete semanas consecutivas, Bieber foi o artista que por mais tempo ocupou o topo em 2017. "Look What You Made Me Do" saltou do posto 77 para o primeiro na semana de 16 de Setembro, rendendo a Taylor Swift o quinto maior salto para a primeira posição da história da tabela. Ademais, registou a maior quantidade de streaming em uma semana para uma artista feminina e segunda maior em geral, perdendo apenas para "Harlem Shake" (2013) de Baauer. Não obstante, o tema teve a maior quantidade de streaming semanal que qualquer outra canção no ano. "Bodak Yellow", o primeiro tema hip hop de uma artista feminina a solo a alcançar o primeiro posto desde "Doo Wop (That Thing)" (1998) de Lauryn Hill, fez de Cardi B a quinta rapper feminina de sempre a liderar a Hot 100, sendo ainda a que por mais tempo permaneceu no posto.
"Rockstar", de Post Malone com participação de 21 Savage, liderou a tabela por oito semanas consecutivas, o tempo mais longo para uma canção de hip hop do ano, sendo mais tarde removida do topo por "Perfect", de Sheeran e Beyoncé, rendendo a esta última o seu sexto número um e o primeiro desde 2009. "Perfect" liderou a tabela por seis semanas, quatro das quais foram em 2018, ano no qual foi o tema mais vendido.

## Histórico

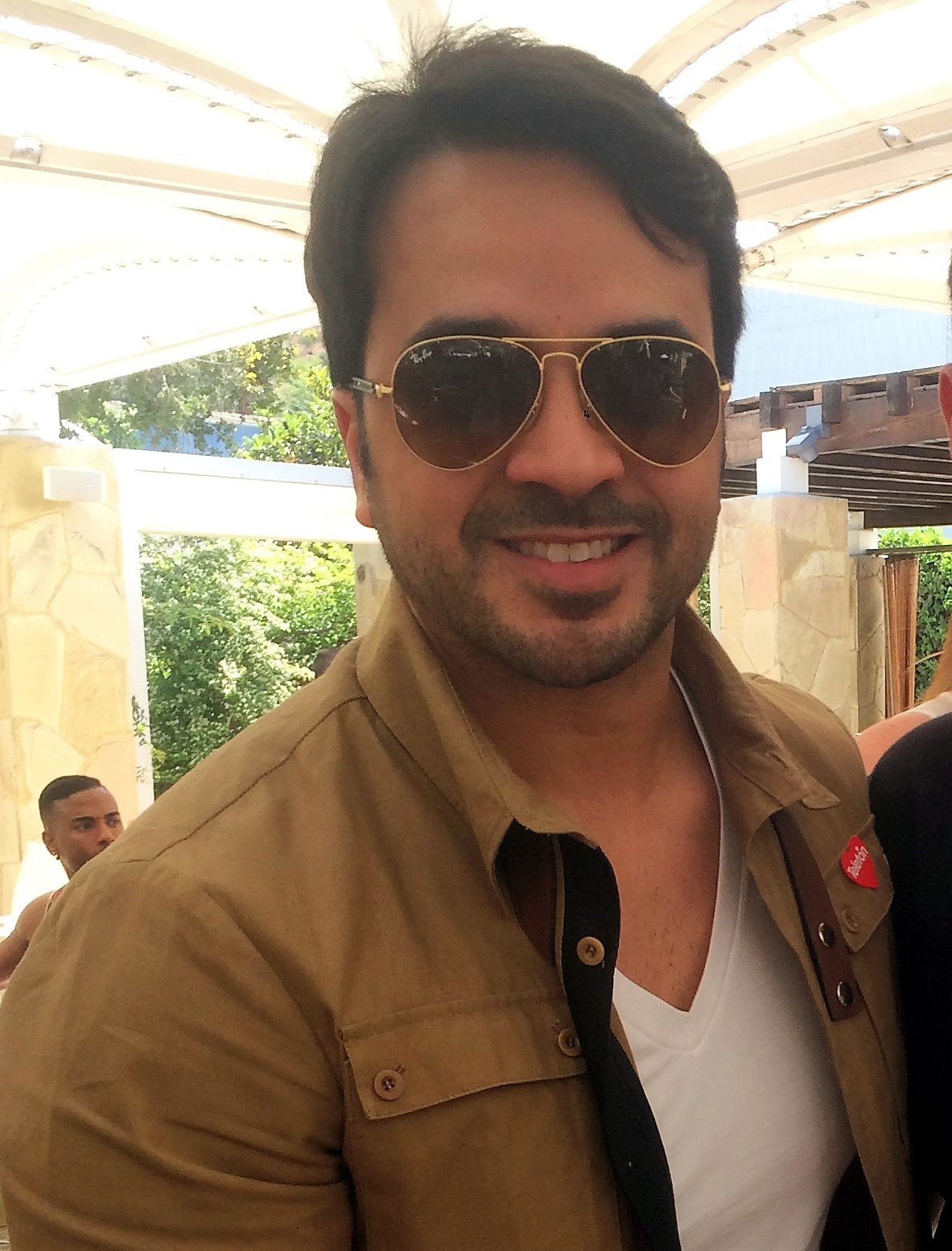
Além de ter sido a canção mais vendida do ano, "Despacito" rendeu aos porto-riquenhos Luis Fonsi (foto) e Daddy Yankee o seu primeiro número um na Hot 100 e ainda empatou o recorde de maior tempo de permanência no topo da tabela musical.

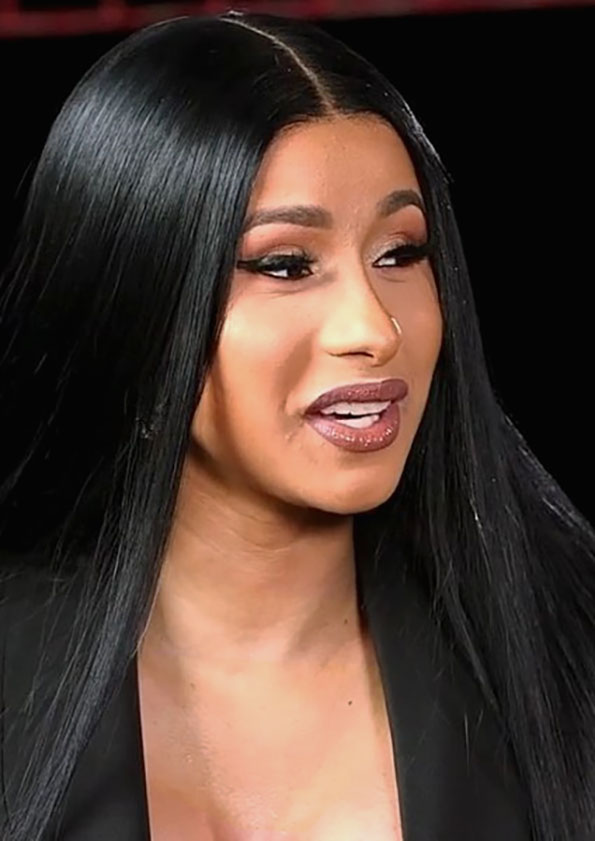
Cardi B tornou-se na quinta rapper feminina a conseguir liderar a Hot 100, sendo ainda a que por mais tempo permaneceu no posto.

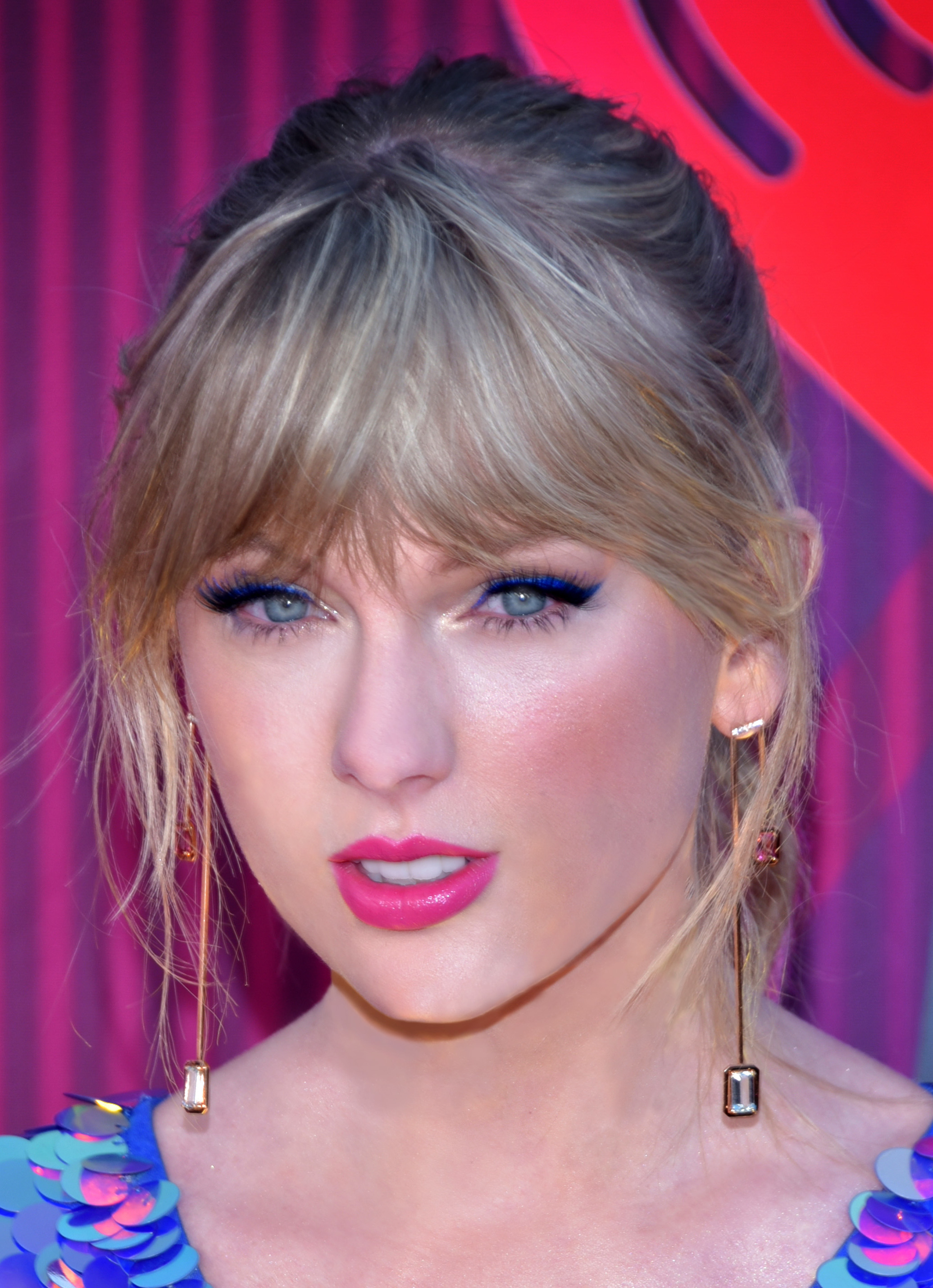
"Look What You Made Me Do" rendeu a Taylor Swift o quinto maior salto para a primeira posição da história da tabela.

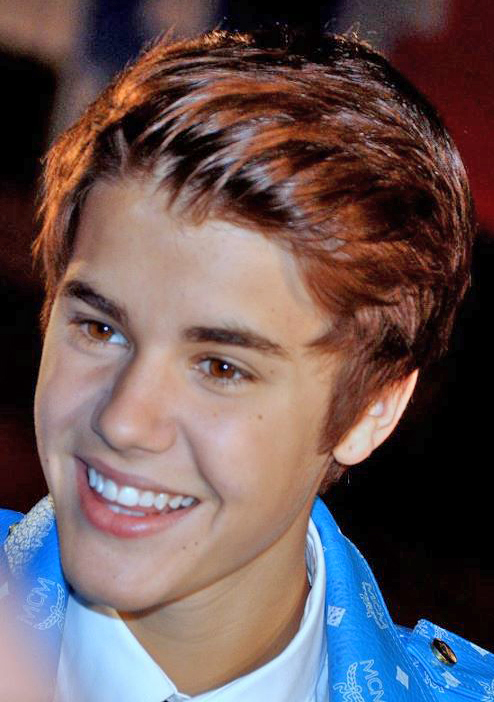
O canadense Justin Bieber tornou-se no terceiro artista a conseguir se substituir no topo da tabela por mais de uma vez.

| Data            | Canção                     | Artista(s)                                                                        | Ref.   |
| --------------- | -------------------------- | --------------------------------------------------------------------------------- | ------ |
| 7 de janeiro    | "Starboy"                  | The Weeknd com participação de Daft Punk                                          | [ 4 ]  |
| 14 de janeiro   | "Black Beatles"            | Rae Sremmurd com participação de Gucci Mane                                       | [ 18 ] |
| 21 de janeiro   | "Bad and Boujee"           | Migos com participação de Lil Uzi Vert                                            | [ 5 ]  |
| 28 de janeiro   | "Shape of You"             | Ed Sheeran                                                                        | [ 19 ] |
| 4 de fevereiro  | "Bad and Boujee"           | Migos com participação de Lil Uzi Vert                                            | [ 20 ] |
| 11 de fevereiro | "Bad and Boujee"           | Migos com participação de Lil Uzi Vert                                            | [ 21 ] |
| 18 de fevereiro | "Shape of You"             | Ed Sheeran                                                                        | [ 22 ] |
| 25 de fevereiro | "Shape of You"             | Ed Sheeran                                                                        | [ 23 ] |
| 4 de março      | "Shape of You"             | Ed Sheeran                                                                        | [ 24 ] |
| 11 de março     | "Shape of You"             | Ed Sheeran                                                                        | [ 25 ] |
| 18 de março     | "Shape of You"             | Ed Sheeran                                                                        | [ 26 ] |
| 25 de março     | "Shape of You"             | Ed Sheeran                                                                        | [ 27 ] |
| 1º de abril     | "Shape of You"             | Ed Sheeran                                                                        | [ 28 ] |
| 8 de abril      | "Shape of You"             | Ed Sheeran                                                                        | [ 29 ] |
| 15 de abril     | "Shape of You"             | Ed Sheeran                                                                        | [ 30 ] |
| 22 de abril     | "Shape of You"             | Ed Sheeran                                                                        | [ 31 ] |
| 29 de abril     | "Shape of You"             | Ed Sheeran                                                                        | [ 6 ]  |
| 6 de maio       | "Humble."                  | Kendrick Lamar                                                                    | [ 3 ]  |
| 15 de maio      | "That's What I Like"       | Bruno Mars                                                                        | [ 32 ] |
| 20 de maio      | "I'm the One"              | DJ Khaled com participação de Justin Bieber, Quavo, Chance the Rapper e Lil Wayne | [ 8 ]  |
| 27 de maio      | "Despacito"                | Luis Fonsi e Daddy Yankee com participação de Justin Bieber                       | [ 9 ]  |
| 3 de junho      | "Despacito"                | Luis Fonsi e Daddy Yankee com participação de Justin Bieber                       | [ 33 ] |
| 10 de junho     | "Despacito"                | Luis Fonsi e Daddy Yankee com participação de Justin Bieber                       | [ 34 ] |
| 17 de junho     | "Despacito"                | Luis Fonsi e Daddy Yankee com participação de Justin Bieber                       | [ 35 ] |
| 24 de junho     | "Despacito"                | Luis Fonsi e Daddy Yankee com participação de Justin Bieber                       | [ 36 ] |
| 1º de julho     | "Despacito"                | Luis Fonsi e Daddy Yankee com participação de Justin Bieber                       | [ 37 ] |
| 8 de julho      | "Despacito"                | Luis Fonsi e Daddy Yankee com participação de Justin Bieber                       | [ 38 ] |
| 15 de julho     | "Despacito"                | Luis Fonsi e Daddy Yankee com participação de Justin Bieber                       | [ 39 ] |
| 22 de julho     | "Despacito"                | Luis Fonsi e Daddy Yankee com participação de Justin Bieber                       | [ 40 ] |
| 29 de julho     | "Despacito"                | Luis Fonsi e Daddy Yankee com participação de Justin Bieber                       | [ 41 ] |
| 5 de agosto     | "Despacito"                | Luis Fonsi e Daddy Yankee com participação de Justin Bieber                       | [ 42 ] |
| 12 de agosto    | "Despacito"                | Luis Fonsi e Daddy Yankee com participação de Justin Bieber                       | [ 43 ] |
| 19 de agosto    | "Despacito"                | Luis Fonsi e Daddy Yankee com participação de Justin Bieber                       | [ 44 ] |
| 26 de agosto    | "Despacito"                | Luis Fonsi e Daddy Yankee com participação de Justin Bieber                       | [ 45 ] |
| 2 de setembro   | "Despacito"                | Luis Fonsi e Daddy Yankee com participação de Justin Bieber                       | [ 46 ] |
| 9 de setembro   | "Despacito"                | Luis Fonsi e Daddy Yankee com participação de Justin Bieber                       | [ 10 ] |
| 16 de setembro  | "Look What You Made Me Do" | Taylor Swift                                                                      | [ 11 ] |
| 23 de setembro  | "Look What You Made Me Do" | Taylor Swift                                                                      | [ 47 ] |
| 30 de setembro  | "Look What You Made Me Do" | Taylor Swift                                                                      | [ 12 ] |
| 7 de outubro    | "Bodak Yellow"             | Cardi B                                                                           | [ 13 ] |
| 14 de outubro   | "Bodak Yellow"             | Cardi B                                                                           | [ 48 ] |
| 21 de outubro   | "Bodak Yellow"             | Cardi B                                                                           | [ 14 ] |
| 28 de outubro   | "Rockstar"                 | Post Malone com participação de 21 Savage                                         | [ 49 ] |
| 4 de novembro   | "Rockstar"                 | Post Malone com participação de 21 Savage                                         | [ 50 ] |
| 11 de novembro  | "Rockstar"                 | Post Malone com participação de 21 Savage                                         | [ 51 ] |
| 18 de novembro  | "Rockstar"                 | Post Malone com participação de 21 Savage                                         | [ 52 ] |
| 25 de novembro  | "Rockstar"                 | Post Malone com participação de 21 Savage                                         | [ 53 ] |
| 2 de dezembro   | "Rockstar"                 | Post Malone com participação de 21 Savage                                         | [ 54 ] |
| 9 de dezembro   | "Rockstar"                 | Post Malone com participação de 21 Savage                                         | [ 55 ] |
| 16 de dezembro  | "Rockstar"                 | Post Malone com participação de 21 Savage                                         | [ 15 ] |
| 23 de dezembro  | "Perfect"                  | Ed Sheeran e Beyoncé                                                              | [ 16 ] |
| 30 de dezembro  | "Perfect"                  | Ed Sheeran e Beyoncé                                                              | [ 17 ] |